# Comuna Orebić, Dubrovnik-Neretva
Orebić este o comună în cantonul Dubrovnik-Neretva, Croația, având o populație de 4.122 de locuitori (2011).

## Demografie
Componența etnică a comunei Orebić
     Croați (94,32%)
     Sârbi (1,41%)
     Necunoscut (0,63%)
     Neclasificat (2,81%)
Componența confesională a comunei Orebić
     Catolici (90,68%)
     Fără religie și atei (2,16%)
     Musulmani (1,7%)
     Ortodocși (1,67%)
     Necunoscută (2,6%)
     Alte religii (1,19%)
Conform recensământului din 2011, comuna Orebić avea 4.122 de locuitori. Din punct de vedere etnic, majoritatea locuitorilor (94,32%) erau croați, cu o minoritate de sârbi (1,41%). Apartenența etnică nu este cunoscută în cazul a 0,63% din locuitori. Din punct de vedere confesional, majoritatea locuitorilor (90,68%) erau catolici, existând și minorități de persoane fără religie și atei (2,16%), musulmani (1,7%) și ortodocși (1,67%). Pentru 2,6% din locuitori nu este cunoscută apartenența confesională.